# NSW Open 2022
Die NSW Open 2022 waren ein Tennisturnier der ITF Women’s World Tennis Tour 2022 für Damen und ein Tennisturnier der ATP Challenger Tour 2022 für Herren in Sydney. Die Turniere fanden parallel vom 31. Oktober bis 6. November 2022 statt.